# 魂の書〜ザ・ブック・オブ・ソウルズ〜
『魂の書〜ザ・ブック・オブ・ソウルズ〜』（原題：The Book of Souls）は、イギリスのヘヴィメタル・バンド、アイアン・メイデンが2015年に発表した16作目のスタジオ・アルバム。

## 背景
バンド初の2枚組スタジオ・アルバムで、ブルース・ディッキンソンが単独で作詞・作曲した「エンパイア・オブ・ザ・クラウズ」は、アイアン・メイデンの楽曲としては最長の18分に及ぶ。「ティアーズ・オブ・ア・クラウン」は、2014年8月11日に自殺したコメディアン、ロビン・ウィリアムズにインスパイアされた曲である。
レコーディングは、『ブレイヴ・ニュー・ワールド』（2000年）と同じくパリのギヨーム・テル・スタジオで行われ、ディッキンソンは「俺達全員にとって特別な思い出のあるスタジオさ。当時と同じマジカルな雰囲気が今でも生きていることが分かって、俺達は本当に嬉しくなり、そこにいるだけで最高だったよ」とコメントしている。

## リリース
本作リリース前にブルース・ディッキンソンが腫瘍の治療に入ったため、発売は9月4日に延期された。本作は2枚組CDの通常盤に加えて、ハードカバーのブックレットが追加されたデラックス・エディション盤や、3枚組のアナログLPとしても発売された。

## 反響
全英アルバムチャートでは、バンドにとって通算5作目の1位獲得アルバムとなり、合計12週トップ100入りした。オフィシャル・チャート・カンパニーが集計した2015年の年間アルバム・チャートでは57位となった。
フィンランドのアルバム・チャートでは2週連続で1位を獲得し、合計21週にわたりトップ50入りを果たすヒット作となった。
アメリカでは発売初週に7万4000組を売り上げ、総合アルバム・チャートのBillboard 200では4位に達し、前スタジオ・アルバム『ファイナル・フロンティア』（2010年）と並び同国における自己最高記録となった。また、『ビルボード』のロック・アルバム・チャート、ハードロック・アルバム・チャート、インディペンデント・アルバム・チャートではいずれも2位に達し、デジタル・アルバム・チャートでは5位を記録した。サウンドスキャンによると、この7万4000組という記録は、アイアン・メイデンにとって1991年以降最高の初週売上枚数であり、『Xファクター』以降のスタジオアルバム6枚連続で、前のアルバムの初週売上枚数を越えるという記録を打ち立てた(Xファクター:6000枚<バーチャル・イレブン:1万枚<ブレイブ・ニュー・ワールド:3万8000枚<死の舞踏:4万枚<戦記:5万6000枚<ファイナル・フロンティア:6万3000枚<魂の書:7万4000枚)。

## 評価
Thom Jurekはオールミュージックにおいて5点満点中4点を付け「2006年の『ア・マター・オブ・ライフ・アンド・デス〜戦記』や2010年の『ファイナル・フロンティア』も長大な曲を提示していたが、『魂の書〜ザ・ブック・オブ・ソウルズ〜』は、それらと比較してもなお大作主義である」「何度も繰り返し聴けば、彼らの最高傑作という立ち位置を得ることだろう」と評している。Kory Growは『ローリング・ストーン』誌のレビューにおいて「最近になって舌癌の恐怖から逃れたボーカリスト、ブルース・ディッキンソンが、空襲のサイレンとマリア・カラスの間を行き来する声を出してくれたことが最も感動的だ」と評している。また、CDJournal.comのミニ・レビューでは「2枚組ゆえの罠も見事に回避し、ライヴ感満載の生っぽさと迫真性は、物理的な90分長の時間を無効化する」と評されている。
2015年11月には、『クラシック・ロック』誌によって年間最優秀アルバムに選ばれた。

## 収録曲

### ディスク1
1. イフ・エタニティ・シュッド・フェイル - If Eternity Should Fail (Bruce Dickinson) – 8:28
2. スピード・オブ・ライト - Speed of Light (Adrian Smith, B. Dickinson) – 5:01
3. ザ・グレイト・アンノウン - The Great Unknown (A. Smith, Steve Harris) – 6:37
4. ザ・レッド・アンド・ザ・ブラック - The Red and the Black (S. Harris) – 13:33
5. ホエン・ザ・リヴァー・ランズ・ディープ - When the River Runs Deep (A. Smith, S. Harris) – 5:52
6. 魂の書〜ザ・ブック・オブ・ソウルズ〜 - The Book of Souls (Janick Gers, S. Harris) – 10:31

### ディスク2
1. デス・オア・グローリー - Death or Glory (A. Smith, B. Dickinson) – 5:12
2. シャドウズ・オブ・ザ・ヴァレー - Shadows of the Valley (J. Gers, S. Harris) – 7:32
3. ティアーズ・オブ・ア・クラウン - Tears of a Clown (A. Smith, S. Harris) – 4:58
4. ザ・マン・オブ・ソロウズ - The Man of Sorrows  (Dave Murray, S. Harris) – 6:27
5. エンパイア・オブ・ザ・クラウズ - Empire of the Clouds (B. Dickinson) – 18:05

## 参加ミュージシャン
- スティーヴ・ハリス - ベース、キーボード
- ブルース・ディッキンソン - ボーカル、ピアノ
- デイヴ・マーレイ - ギター
- エイドリアン・スミス - ギター
- ヤニック・ガーズ - ギター
- ニコ・マクブレイン - ドラムス

アディショナル・ミュージシャン
- マイケル・ケニー - キーボード
- ジェフ・ボヴァ - オーケストレーション